# Carolina Mariani
Claudia Carolina Mariani Ambrueso (nascida em 11 de agosto de 1972) é uma ex-judoca argentina que disputou três edições consecutivas dos Jogos Olímpicos de Verão, começando em 1992.

## Carreira
Conquistou a medalha de bronze na categoria feminina meio-leve, de até 52 quilos, nos Jogos Pan-americanos de 1991, em Havana, Cuba, além de prata em 1995 e em 1999. Foi a campeã do mundial de judô, em 1995.
Carolina foi porta-bandeira na cerimônia de abertura dos Jogos de Barcelona 1992, sendo sua última participação olímpica em Sydney 2000.